# Chalciope emathion
Chalciope emathion là một loài bướm đêm trong họ Noctuidae.